# フリーオ
フリーオ（Friio）は、パソコン用の外付けデジタルチューナーである。
本製品は、復号された放送データ（MPEG-2 TS）を、コンピュータのハードディスク等へ暗号化せずに記録可能な製品として登場した。これは、電波産業会（ARIB）が日本のデジタルテレビ放送向けチューナーを製造する上で遵守すべき仕様として定めた、ARIB運用規定に準拠していない。

## 概要

### 沿革
- 2007年10月25日、地上デジタルテレビ（地デジ）仕様のフリーオが発売された。
- 2008年4月4日、衛星デジタルテレビ（衛星放送）仕様のフリーオ（ブラック）が発売された。
- 2009年4月26日、地デジ仕様でExpressCard/34対応のフリーオ Expressが発売された。この製品ではそれ以前の製品にあったB-CASカードの挿入スロットが廃止されている。
- 2011年9月11日、スカパー！HDと地デジに対応したフリーオスカイ(Friio Sky)が発売された。

### ARIB 規定への非準拠
日本のデジタル放送は、通常CCI（Copy control information）と呼ばれるコピー制御信号を含んでおり、ARIB規定では、CCIがコピーワンスの場合は、保存媒体への記録時にネバーコピー（コピー禁止）へ書き換えるよう定めている。しかし、これに従わないフリーオでは、CCIの書き換えを行わずにコピーワンスのまま記録する。また、ARIB規定では、保存媒体へ記録する際には、データの再暗号化を施すよう定めているが、フリーオではこれも行わず、平文のMPEG-2 TSで記録する。そのため、録画データはMPEG-2 TSの扱える一般的なソフトウェアで視聴及び編集が可能である。
フリーオのようにARIB運用規定に従わないチューナーを締め出すために、日本のデジタル放送では、放送データそのものにMULTI2暗号（B-CAS暗号）によるスクランブルが施されており、これを解除して視聴及び録画するためには、ビーエス・コンディショナルアクセスシステムズによって発行されたB-CASカードが必要である。ARIB及びB-CAS社に認証されたチューナーは、B-CASカードが付属した状態で販売されているが、フリーオには付属しておらず、フリーオで使うことを目的としてARIBやB-CAS社に請求しても発行はされない。
そのため、フリーオを使用するためには、認証されたチューナー向けに発行されたB-CASカードを流用することになる。ただし、2008年8月21日に公開されたドライバ（1.90beta）では、インターネット上から暗号解除用のデータを取り入れることによって、B-CASカードなしでスクランブル解除が可能になった。
フリーオはCCIを削除しないため、法的に取り締まることが出来無くなっている。
このような特徴から、日本国内では販売されておらず、購入するためには台湾（公式ウェブサイトより）に所在する業者から、公式サイトを通じて個人輸入する形となる。コピー・ワンス制御を受けないことが、電子掲示板等で話題となった結果、再発売の度にすぐに（早いときには開始から数分で）完売となる状況が長く続き、ネットオークションにて、10万円近いプレミア価格で転売されていた時期もあった。現在では、在庫は潤沢になっており、容易に入手が可能である。
外付けタイプのデジタルチューナーとしては、使用機器を限定されるなどの制限を受けないUSB接続で、手軽な外付けデジタルチューナーとしての利点もある。
日経BPの報道によれば、フリーオは殆どの処理をソフトウェアで行い、ハードウェアには低コストの電子部品を採用した「非常に簡素な構造」となっていることや、各種の特許料を支払っていないと考えられることから、製造コストは3000〜3500円程度であると試算している。

### 製品の品質
- パソコンと接続するUSBケーブルとの相性がシビアで、USBケーブルの長さに関わらずB-CASカードが認識されないエラー（B-CAS general error）が発生し、使用できないケースが一部ユーザーにより報告されている。そのため、フリーオ公式サイトのFAQ[6]では、エラーが発生する場合、高品質ケーブルや短めのUSBケーブルの使用、（デスクトップPCの場合）本体背面のUSBポートに接続するなどの対策を推奨している。ただし、販売元ではこのような不安定状態についてのサポートは行っていない。また、複数のフリーオ情報サイトでその確実な対策について討議されているが、決定的な解決方法は見つかっていない。ただし、場合によってはセルフパワードのUSBハブからの給電、ICカードリーダを別付けするなどの対策で安定することも多い。
- 衛星放送仕様では、特定の出荷（LOT9）でアンテナ接続直後に、筐体が発煙するという製品不良が発生している。この件については、公式サイトでも製造上の不良として認識しており、返品も受け付けている。
- 正式版ソフトウェアでは、衛星放送仕様でコマンドラインでのチャンネル設定を受け付けないなど、制御ソフトウェアの品質問題も発生している。この不具合はベータ版では解決されているため、次版の正式バージョンでは修正される予定である。

### 仕様・動作環境
フリーオの仕様及び動作に必要な環境は次の通りとなっている。
| 製品名                       | フリーオ | フリーオ BS/CS | フリーオ Express | Friio Sky |
| ---------------------------- | --- | --- | --- | --- |
| 筐体色                       | 白 | 黒 | | |
| 接続端子                     | USB2.0とF型コネクタ | USB2.0とF型コネクタ | ExpressCard/34とMMCX | USB2.0ポート×1とF型コネクタ×2(地デジ用端子及びスカパー！HD用端子) |
| 供給電源                     | USBバスパワー（DC+5V） | USBバスパワー（DC+5V） | ECバスパワー | USBバスパワー DC5V(地デジ）及びACアダプター12V1A(地デジ+スカパー！HD) |
| 最大消費電力                 | 2.1W | 4.5W（LNB電源On） 2.5W（LNB電源Off） | 400mA | 2.1W (地デジ), 4.5W (LNB電源ON時6.5W) |
| 受信チャンネル               | UHF13〜62ch ISDB-T | 950〜2150MHz（BS1〜15,ND1〜24） ISDB-S | VHF2-12, UHF13-62, CATVの一部(C23-26,C60-63) ISDB-T | UHF13～62ch(VHF非対応)、スカパー！HD(950～2150MHz) |
| サイズ                       | 38（W）×170（H）×180（D）mm | 38（W）×170（H）×180（D）mm | 75mm x 34mm x 5mm | 165（W）×25（H）×120（D）mm |
| その他                       | USBケーブルは付属されない | USB-Yケーブルが付属 （LNB電源On時にUSB一系統給電の上限2.5Wを超えるため） | スマートカードインターフェースを持たない | スマートカードインターフェイスが本体に2つ付いている |
| 動作環境                     | - Core/Pentium 4/Celeronの動作クロック2.0GHz以上のCPU - Windows 7/Windows Vistaでは1GB以上、Windows XPでは512MB以上のメモリ - Windows XP Service Pack 2以降、Windows Vista(32bit/64bit)、Windows 7 (32bit/64bit) - ハードウェアオーバーレイ表示可能な グラフィックカード | - Core/Pentium 4/Celeronの動作クロック2.0GHz以上のCPU - Windows 7/Windows Vistaでは1GB以上、Windows XPでは512MB以上のメモリ - Windows XP Service Pack 2以降、Windows Vista(32bit/64bit)、Windows 7 (32bit/64bit) - ハードウェアオーバーレイ表示可能な グラフィックカード | - Core/Pentium 4/Celeronの動作クロック2.0GHz以上のCPU - Windows 7/Windows Vistaでは1GB以上、Windows XPでは512MB以上のメモリ - Windows XP Service Pack 2以降、Windows Vista(32bit/64bit)、Windows 7 (32bit/64bit) - ハードウェアオーバーレイ表示可能な グラフィックカード | - Core/Pentium 4/Celeronの動作クロック2.0GHz以上のCPU - Windows 7/Windows Vistaでは1GB以上、Windows XPでは512MB以上のメモリ - Windows XP Service Pack 2以降、Windows Vista(32bit/64bit)、Windows 7 (32bit/64bit) - ハードウェアオーバーレイ表示可能な グラフィックカード |
| メーカー販売価格（送料込み） | 19,800円 | 19,800円 | 14,800円 | 19,800円 |

## 法的位置付けに関する議論
以下には、B-CAS方式に対する議論も含まれる。
- フリーオの法的位置付けに関しては、それ自体の製造・販売に対する観点と、B-CASカードの利用に対しての観点で考える必要がある。
- 日本の放送業界や家電業界は、電波産業会（ARIB）運用規定に準拠しない（B-CASカード発行審査に合格しない）チューナーを「不正チューナ」と定義[8]しているが、これは業界の視点から見て手続きを踏んでいないという意味であり、法的な裏付けに基づくものではない。
- 日本のデジタル放送が受信可能なチューナーの開発を管理する法律はないため、フリーオのような受信機の開発自体に違法性はない。日本のメーカーはARIBに準拠したチューナーを製作しているが、あくまでも一種の紳士協定的なものに過ぎず法的拘束力はない。また、MULTI2部分を含めデジタル放送の仕様は公開されているため企業秘密の漏洩にも該当しない。MULTI2は、同規格を開発した日立製作所の特許であるため特許権侵害の可能性があったが、該当する特許は2008年（平成20年）4月28日に期限が切れている。
- 使用については著作権法違反（技術的保護手段の回避。30条1項2号）、開発や販売については不正競争防止法違反（技術的制限手段迂回装置提供行為。2条1項10号）や著作権法違反（技術的制限手段迂回装置提供行為。120条の2第1号）が疑われる。
- 製造・販売に関しては「総務省がこの種のチューナーの規制を検討」と報じられた[9]こともあり、今後については不明である。
- B-CASカード使用許諾契約約款に基づけば、B-CASカードのシュリンクラップを開封した者が、フリーオでB-CASカードを利用すると約款が想定している用途と異なるために、契約違反が成立する可能性があり（同約款第8条第1項・第9条）[10]、ビーエス・コンディショナルアクセスシステムズ側もフリーオにB-CASカードを挿入して使用することを禁じている[3]。
  - シュリンクラップに基づく契約の有効性に関しては、異論がある状況である。電器店が設置するなど使用者がシュリンクラップを開封していない場合には効力が及ばない。
  - この約款は民事上の契約に該当するため、約款に違反したことをもって刑事訴追の対象とはならない。
  - 各家庭でのB-CASカードの使用実態を調査する仕組みはないため、契約違反を主張しても立証は現実的に不可能と考えられる。
  - フリーオの公式サイトでは、B-CASカードは利用者が各自入手すべきとされているが、B-CAS社に虚偽の申請をしてカード（=財物）を発行させた場合には詐欺罪（刑法246条1項）に該当する可能性があるとの主張がある[5]。

## 影響

### 放送局側の対応
- 放送局ではB-CASカードを「ARIBや放送業界が定める正しい受信機」を製造するメーカーにだけ供給することでコンテンツ保護を行なわない「無反応機」を排除でき、CCIとB-CAS暗号によって著作権保護が可能という前提であるとしている[11]。
- フリーオのDRM回避は地上デジタル放送において放送局が主張する「確実に制御できる」保護システムを根底から覆すものである。しかし、放送側は2007年12月末現在、報道などで確認できる声明発表や対応は行ってはいない。とはいえ、2007年12月24日の日経新聞の記事[12]によれば総務省により「デジタル放送番組の複製、「無制限」機の規制を検討」と報じられた。あまりにも早すぎる対応に放送業界が何らかのアクションを起こしたものとの指摘がある。

### 著作権者・著作隣接権者の反応
- 権利者の側ではコピーワンスやスクランブル（B-CAS暗号）には一切関与していないとの姿勢であり、本機の登場を受け批判が多いスクランブルに関しては排除を求める方向で一致している[13]。
- 日本芸能演奏家団体協議会の椎名和夫は「コピーワンスの時と同様に、スクランブルの導入についても我々は一切関与していない」「スクランブルは解除する方向で話をしていけばいいのではないか」と述べ、スクランブル解除の方向での検討を求めている。
- また、「B-CASのシステムが壊れかけているので対策が必要だ」としている。2007年11月20日の総務省 情報通信審議会の「デジタル・コンテンツの流通の促進等に関する検討委員会」では技術による保護手段だけでなく法的な対策を検討する必要があるとしている。
- 日本音楽事業者協会の堀義貴は「権利者がスクランブルで権利保護をしてくださいとお願いしたことは1回もない」と述べ、「問題なのは機器よりも出回っているコピー商品である」としている。

### 法的規制検討の動き
総務省情報通信審議会の「デジタル・コンテンツの流通の促進等に関する検討委員会」では、フリーオを始めとする無反応機を、法律によって取り締まる検討を行っているが、際限なく規制が行なわれる警戒感から、家電業界の電子情報技術産業協会は、法的規制には猛反対しており、その道筋は全く見えていない。
- 東京都地域婦人団体連盟の長田三紀は「制度的エンフォースメントでなんとかできないか」と、フリーオの法規制に積極的な発言をしている[14]。
- 主婦連合会の河村真紀子は、「B-CASカードによるスクランブルの仕組みを破ることは大変難しいと伺っていたが、説明を聞く限りでは簡単に破られたように思える。こんなものだったら、この仕組みにこれまでかけたコストはなんだったのかと思う」と技術的エンフォースメントのコスト高について発言している[13][15]。
- 河村委員は、第47回の委員会[16]でも、「制度（注：法規制）というのは、（中略）色々な立場の方にアレルギーがあるのは判っている。しかし、……」という非常に分かりにくい言及の仕方で、スクランブルを批判しつつ、暗にその代替としての法規制を求める発言をしている。
- 生活経済ジャーナリストの高橋伸子は、「今回この仕組みが破られたことでそれを防ぐために新しい仕組みを導入しようといった話になると、また膨大なコストが発生するのではないか」と新たな技術的エンフォースメントを採用することに対し懸念を示している。
- 慶應義塾大学の村井純は、「制度の具体像を検討しなければ、スクランブルを用いたエンフォースメントの長所短所を議論できない」とし「スクランブル化」と「制度でのルール保護」のバランスのあり方を課題とし[17]、「スクランブルを行なわない場合には『ルール違反』に制度で対応する必要がある」と両者が二者択一の関係であることを明言している。

このように、権利者代表のみならず消費者団体までもが、法的規制を後押しする意見を述べていた。しかし、2012年（平成24年）「デジタルコンテンツの流通の促進等に関する検討委員会（第63回）」において、河村委員は、「国内で音楽配信の商売が回るようにすることは賛成だが、ダビング10のような無意味なコピー制御には反対」との意見を出しており、上記法的規制に対するコメントは、2008年（平成20年）度の会議録である事に注意が必要である。
家電業界の電子情報技術産業協会は、法的規制に反対する立場から、技術的エンフォースメントにこだわる一方、「著作権を特別扱いしたら、権利者がつけ上がってしまった」と不快感をあらわにし、「諸外国と同じく一切のコンテンツ保護を解除し、補償金について別途協議すべきだ」といった、私的録音録画補償金制度問題も絡んだ主張となっている。

### 影響への反応
- フリーオの出現当初はARIB規定が厳しかったため、日本企業製のPC用デジタルチューナは実質的にパソコン本体に組み込まれて、もしくは外付けの添付品としてセット販売することしかできなかったが、フリーオの出現により急転し、ARIBがARIB規定を改正したことで、2008年5月より各パーツベンダより単品チューナが発売された[18]。
- ちなみにそのうちの1機種である、エスケイネット製のチューナー「MonsterTV HDUS」の初期ロット品がデバイスドライバに改造パッチを適用するなどの簡単な細工で、地デジのコピーガード（限定受信システム）が破られてしまうことが分かった[19]。エスケイネットは一時生産・出荷を停止した後に改造への対策を行った製品を発売した[20]が、この対策版の製品においてもアクセス制御はすぐに突破された。[要出典]